# Język francuski

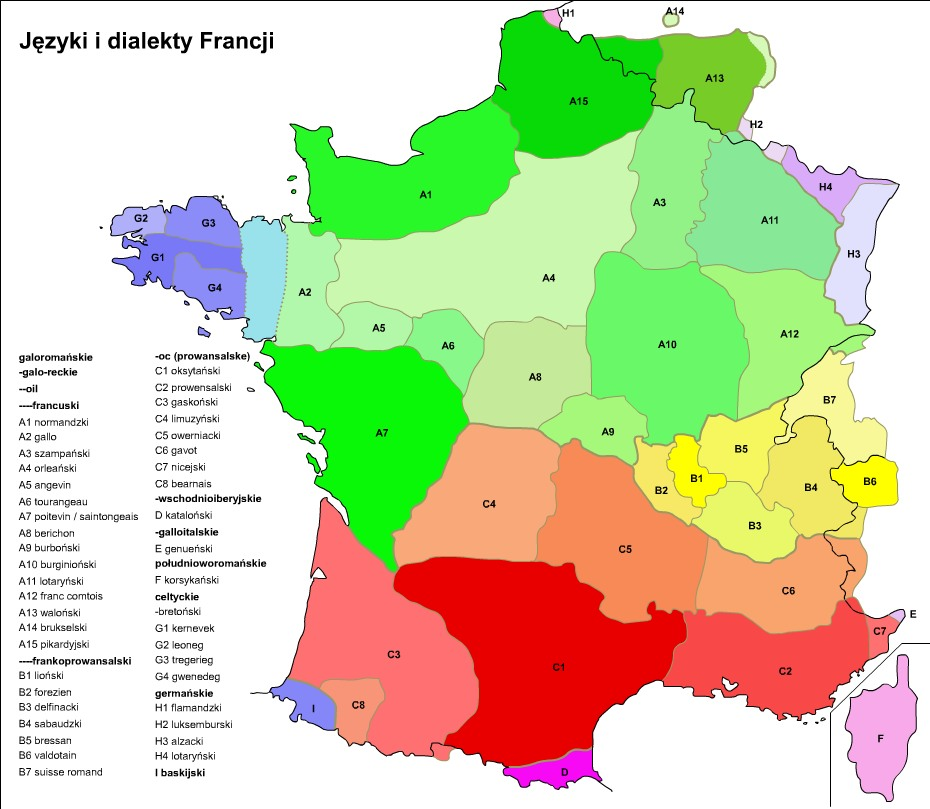
Języki i dialekty Francji

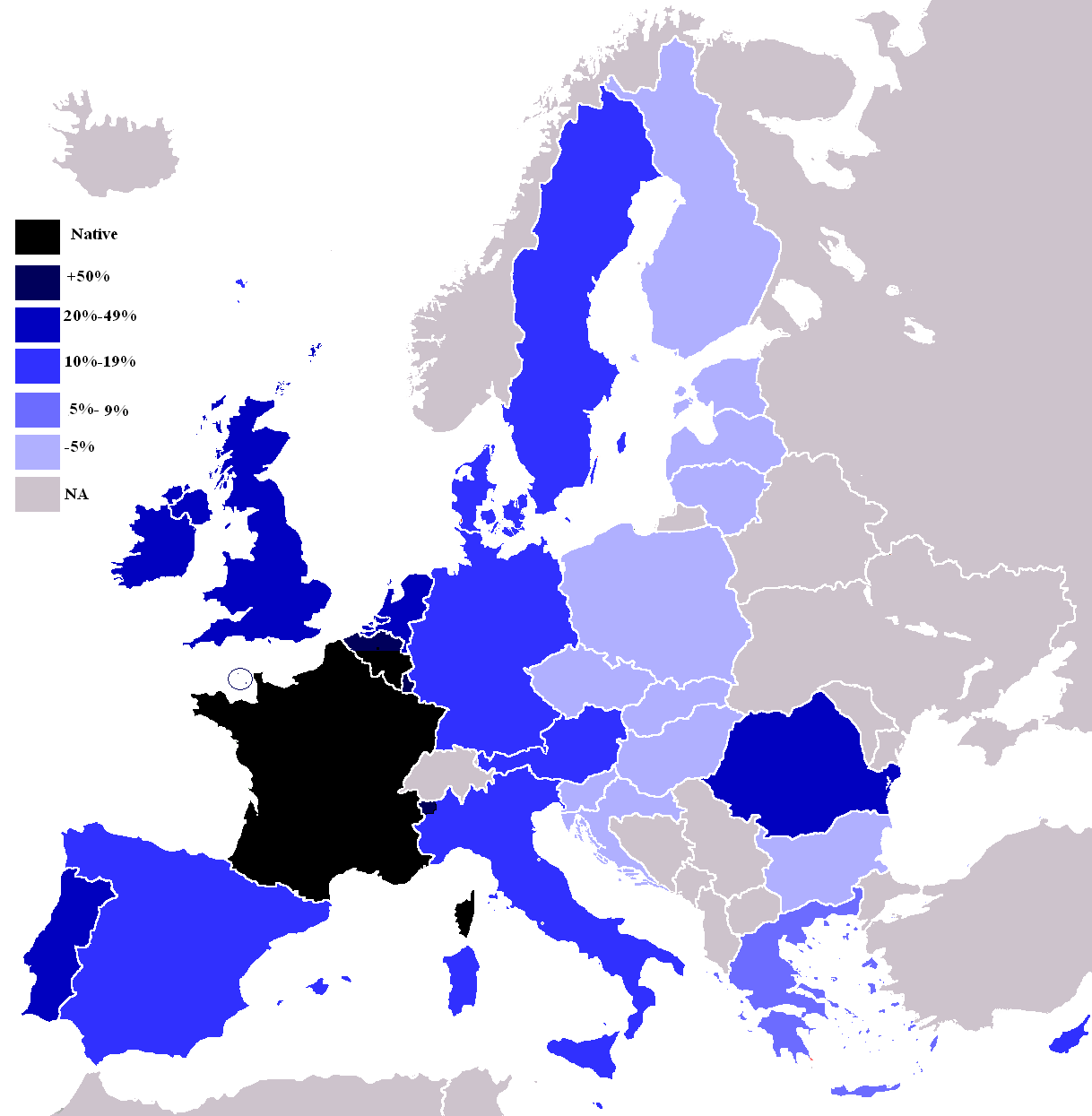
Znajomość języka francuskiego w krajach Unii Europejskiej

Język francuski (fr. langue française lub français) – język pochodzenia indoeuropejskiego z grupy języków romańskich. Jako językiem ojczystym posługuje się nim ok. 80 mln ludzi: ok. 67 mln Francuzów, ok. 4,5 mln Belgów (czyli 42%), ok. 1,5 mln Szwajcarów (czyli 20%), a także ok. 8 mln mieszkańców kanadyjskich prowincji Quebec, Ontario i Nowy Brunszwik. Około 201 milionów osób na całym świecie używa francuskiego jako języka głównego (oszacowanie z 2009 r. według Międzynarodowej Organizacji Frankofonii), a 72 miliony jako drugiego języka codziennego (w tym w krajach Maghrebu). Wiele z tych osób mieszka w krajach, w których francuski jest jednym z języków urzędowych bądź powszechnie używanych (54 kraje). Paradoksalnie, w Algierii, Maroku i Tunezji, gdzie nie ma statusu języka urzędowego, jest bardziej rozpowszechniony niż w wielu krajach Czarnej Afryki, w których jest jedynym językiem urzędowym.
Język francuski jest używany także w Stanach Zjednoczonych przez potomków osadników z Francji (ok. 2 mln), głównie w stanach Luizjana (Cajunowie) i Maine. We Włoszech francuskim posługuje się ok. 100 tys. osób. Ponadto jest to język powszechnie znany w dawnych koloniach francuskich w Azji (Wietnam, Laos, Kambodża) oraz w byłych terytoriach zależnych na Bliskim Wschodzie (Liban i Syria).
Obecnie francuski jest oficjalnym językiem Europejskiej Agencji Kosmicznej, Europejskiej Unii Nadawczej, FIA, FIFA, FINA, Interpolu, Międzynarodowego Biura Miar i Wag, Międzynarodowej Organizacji Hydrograficznej, Międzynarodowego Komitetu Olimpijskiego, Międzynarodowego Towarzystwa Nauk Politycznych, Międzynarodowego Trybunału Sprawiedliwości, NATO, Organizacji Narodów Zjednoczonych, OECD, Światowej Agencji Antydopingowej, Światowej Organizacji Handlu, UCI, Unii Afrykańskiej oraz Unii Europejskiej. Francuski do końca XX wieku był drugim po języku angielskim najczęściej studiowanym i nauczanym językiem obcym, zaś z początkiem nadejścia XXI wieku został wyparty przez język hiszpański i stał się trzecim językiem na świecie pod względem popularności nauczania, jak też trzecim językiem w komunikacji międzynarodowej.

## Pochodzenie i historia
Francuski wywodzi się z łaciny. Na język ten wpłynęły także, zwłaszcza w warstwie leksykalnej i w mniejszym stopniu gramatycznej, celtycki język galijski i germański język frankijski.
Francuski od XVIII wieku był językiem międzynarodowym, przede wszystkim dyplomacji i kultury. Międzynarodową karierę języka francuskiego potwierdziła już w r. 1789 Akademia Berlińska, przyznając nagrodę dziełu Antoine’a de Rivarola De l'Universalité de la langue française (O uniwersalizmie języka francuskiego). Po francusku pisali m.in. niemiecki filozof Gottfried Wilhelm Leibniz i polski, Jan Nepomucen Potocki (Rękopis znaleziony w Saragossie). W powieściach Lwa Tołstoja, Tomasza Manna, bardzo wiele dialogów napisanych jest po francusku, również Fryderyk Nietzsche w swoich pismach posługiwał się terminami francuskimi. Francuski był bardzo popularny w Polsce, szczególnie wśród arystokracji. W całej Europie wykształceni ludzie posługiwali się na co dzień francuskim, na przykład arystokracja rosyjska. Przykładowo w języku polskim do niedawna bardzo popularne było jeszcze francuskie „par excellence” (w całym tego słowa znaczeniu). Dzięki temu dziedzictwu oraz nieustającej promocji języka przez rząd francuski nadal posiada on ogromne znaczenie mimo wyparcia go w wielu sytuacjach przez język angielski.
W średniowieczu francuski był językiem dworu angielskiego. Dzisiejsze motto brytyjskie (Dieu et mon droit) nadal jest zdaniem francuskim, podobnie jak dewiza Holandii (Je maintiendrai).
Dużą rolę w promowaniu języka francuskiego jako uniwersalnego języka całej Francji miała rewolucja francuska. Okólnik Komitetu Ocalenia Publicznego z 16 czerwca 1794 roku wskazywał, że „w jednej i niepodzielnej Republice język musi być jeden. Zróżnicowanie dialektów to federalizm”.

## Akademia Francuska
Od 1665 roku nad czystością francuskiego standardu językowego czuwa Akademia Francuska, która promuje używanie terminów pochodzenia francuskiego i systematycznie tworzy neologizmy zastępujące nazewnictwo anglojęzyczne. Zjawisko to odnosi się również do skrótowców, które urabia się na podstawie francuskiego ekwiwalentu danego terminu, np.:
- SIDA, a nie AIDS (syndrome de l'immunodéficience acquise);
- OTAN, a nie NATO (Organisation du traité de l’Atlantique Nord);
- ADN, a nie DNA (acide désoxyribonucléique);
- ordinateur, a nie computer = „komputer”;
- courriel, a nie e-mail.

Promowaniem języka francuskiego w świecie zajmuje się Międzynarodowa Organizacja Frankofonii.

## Alfabet
Alfabet składa się z 26 podstawowych liter: a, b, c, d, e, f, g, h, i, j, k, l, m, n, o, p, q, r, s, t, u, v, w, x, y, z.

We francuskim istnieją dwie ligatury: œ, æ

Istnieje też 14 liter ze znakami diakrytycznymi: à, â, ç, é, è, ê, ë, î, ï, ô, û, ù, ü, ÿ.

### Wymowa w języku francuskim
Do przedstawiania wymowy stosuje się znaki transkrypcji według międzynarodowego alfabetu fonetycznego (polski skrót MAF, angielski IPA, francuski API).

## Gramatyka języka francuskiego
Jedną z cech charakterystycznych gramatyki języka francuskiego, odróżniającą ją od niektórych innych języków nowożytnych, jest różnorodność czasów i trybów. W trybie orzekającym istnieje osiem czasów, ale dwa z nich nie są używane w mowie: passé simple (czas przeszły prosty) i passé antérieur (czas przeszły złożony). Występują one wyłącznie w narracji literackiej. Także nie wszystkie formy czasów w innych trybach używane są w języku mówionym, np. subjonctif imparfait (tryb łączny czasu przeszłego niedokonanego) i subjonctif plus-que-parfait (tryb łączny czasu pozaprzeszłego) czy wreszcie druga forma trybu warunkowego.
Cechą wyróżniającą francuski jest też zjawisko nieodróżniania w mowie wielu form gramatycznych, które występują w piśmie (np. większość wyróżników liczby mnogiej rzeczowników i czasowników, większość form rodzaju żeńskiego w odmianie czasowników).
Gramatyka francuska została opracowana w sposób całościowy w pierwszej połowie XVII w. przez Claude’a Favre’a de Vaugelas. Maurice Grevisse (1895–1980), belgijski gramatyk, jest autorem książki do dziś funkcjonującej jako dzieło referencyjne: Le Bon Usage (pierwsze wydanie z roku 1936, systematycznie uaktualniane, ostatnio w 2016).

## Oficjalny status we Francji
Według konstytucji Francji język francuski jest od 1992 roku urzędowym językiem tego kraju. Francuszczyzna jest używana w oficjalnych publikacjach rządowych i publicznych szkołach. Reklamy telewizyjne i prasowe zawierające zwroty obcojęzyczne muszą zawierać tłumaczenie na francuski. Wszystkie filmy w kinach również muszą być dubbingowane (fr. doublage) na język francuski.
Oprócz francuskiego w kraju używa się również innych języków, jednak nie są one oficjalnie uznane przez rząd francuski.